# Prelesnik
Prelesnik je priimek več znanih Slovencev:
- Anton Prelesnik (1934–2025), gozdar, častni občan Kočevja
- Jožef Prelesnik (1832–1898), kriminalec
- Karel Prelesnik (1857–?), planinec
- Katarina Prelesnik, županja Občine Solčava
- Marjeta Prelesnik Drozg (*1965), hipanistka, prevajalka
- Maruša Prelesnik Zdešar, scenaristka in redaktorica oddaj TVS
- Matija Prelesnik (1872–1905), duhovnik in pesnik
- Mojca Prelesnik (*1968), pravnica, informacijska pooblaščenka, imenovana direktorica STA (2024)
- Rebeka Prelesnik, pevka
- Saša Prelesnik, igralka
- Tone (Anton) Prelesnik, jedrski strok.?
- Vida Prelesnik (por. Talich), pianistka